# Китаец (телесериал)
«Китаец» (фр. Le chinois) — телевизионный многосерийный художественный фильм 1989 года о работе детектива по имени Шарль Котрель (по прозвищу Китаец), с Шарлем Азнавуром в главной роли. Сериал состоит из шести эпизодов хронометражем около 90 минут. Транслировался на TF1 в 1992 и 1995 годах. В России транслировался на канале 1-й канал Останкино в 1993 году. Был закрыт после первого сезона. Совместное производство Италии, Франции и Швейцарии.

## Сюжет
Сотрудник Интерпола в отставке, специалист по азиатским странам время от времени на досуге проводит частные расследования, в том числе для одного из своих друзей — высокопоставленного чиновника Министерства внутренних дел.
Шарль Котрель проворчал «Китаец» (так появилось прозвище), когда его среди ночи разбудил Анри Дюбур, близкий родственник, у которого происходят странные вещи — перемещение предметов, получение по почте сфабрикованной фотографии, на которой, предположительно, изображен он сам и, наконец, поступление 10 000 долларов на его банковский счет в Люксембурге.
Заинтригованный Шарль Котрель решает отправиться в Люксембург в компании с Валерией Контини, своей довольно эксцентричной итальянской подруги, с которой его связывает множество общих воспоминаний.
Там ему удаётся узнать у священника, что некий человек по имени Ван Линден вносит крупные суммы на счёт Анри Дюбура. Котрель начинает поиски этого таинственного человека и узнает, что Дюбур много лет назад вынес ему приговор за мошенничество и что Ван Линден хочет одним махом отомстить за этот приговор и за самоубийство своей дочери, к которому Дюбур тоже приложил руку.

## Список эпизодов
- L’héritage — Наследство
- Lumière noire — Чёрный свет
- Tour de passe passe — Ловкость рук
- L’ange déchû — Падший ангел
- Les somnambules — Сомнамбулы (Лунатики)
- Le pachyderme — Толстокожий

## В ролях
- Шарль Азнавур — Шарль Котрель (по прозвищу Китаец)
- Франческа Пранди — Лаура
- Марианджела Мелато — Валерия Контини
- Сесиль Нгуен — Ай Фанг
- Габи Дом — Мария
- Франсис Лемэр — Дюбур
- Джулиано Джемма — Глорий
- Лукас Амман — Ван Линден
- Лена Гринда — Дэльфин
- Армандо Бандини — священник
- Пьеро Пройетти — близнец
- Бруно Гласберг — таксист
- Ангела Рой — Сюзи
- Филипп Лемэр — Анри Дюбур[1]

## Восприятие
Сериал был замечен критиками французской газеты Le Monde и бельгийской Le Soir. Реми ле Пуатвен отмечал, что комедии в сериале намного более, чем драмы, а сама история выглядит довольно безумно, сначала сбивая с толку, после же «забавляя и немного пугая». Герой Азнавура, скептически настроенный детектив полиции, по его мнению, мало чем примечателен, но в то же время по-настоящему яркой рецензент признал игру Мелато.